# Văn Thánh Miếu Vĩnh Long
Văn Thánh Miếu Vĩnh Long cùng với Văn Thánh miếu Biên Hòa (Đồng Nai), Văn Thánh miếu Gia Định, là ba Văn Thánh miếu của vùng đất Nam Bộ có từ thế kỷ 19 được xây dựng nhằm đề cao Nho giáo.

## Lịch sử

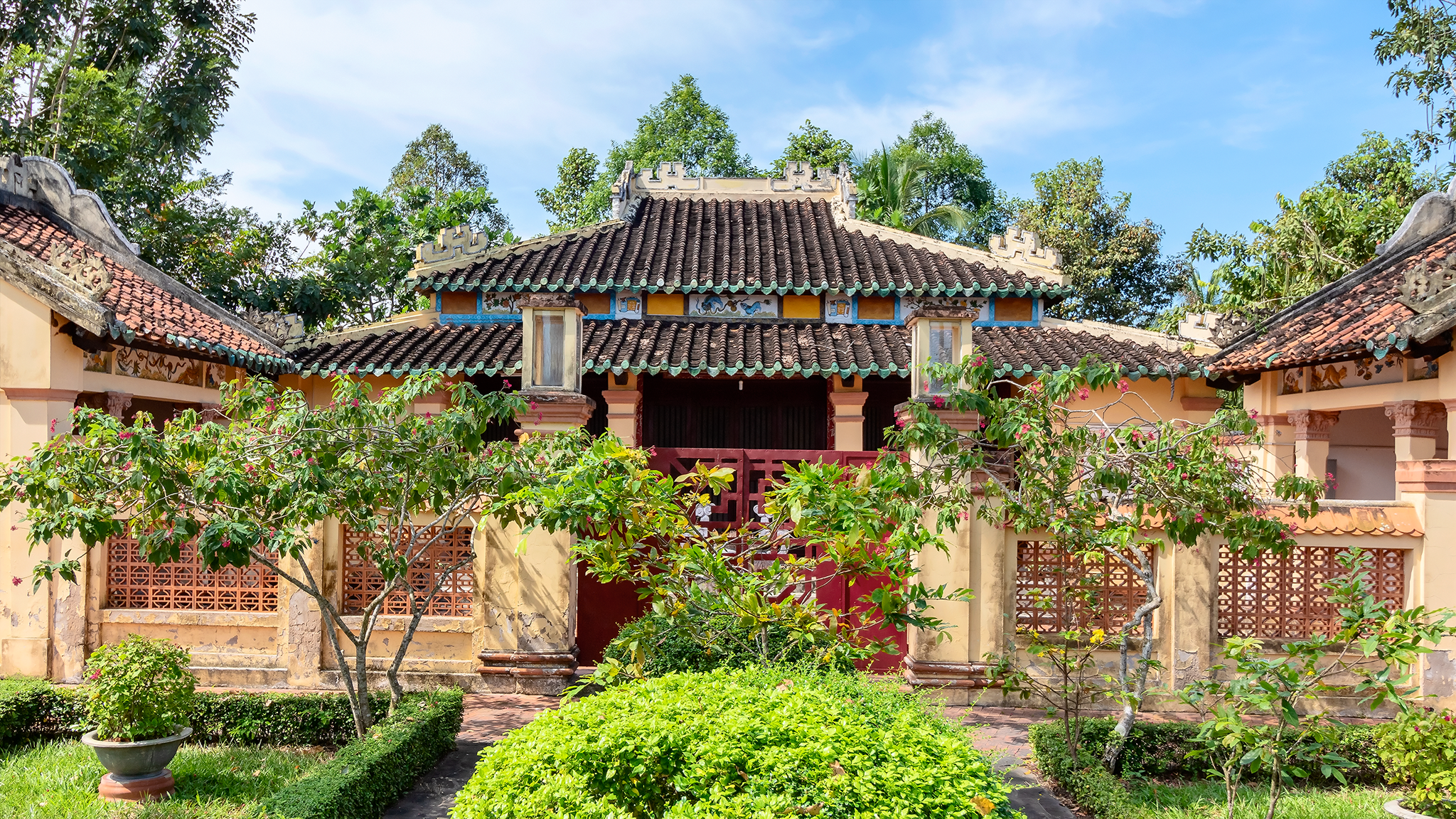
Điện Đại Thành trong Văn Thánh Miếu Vĩnh Long

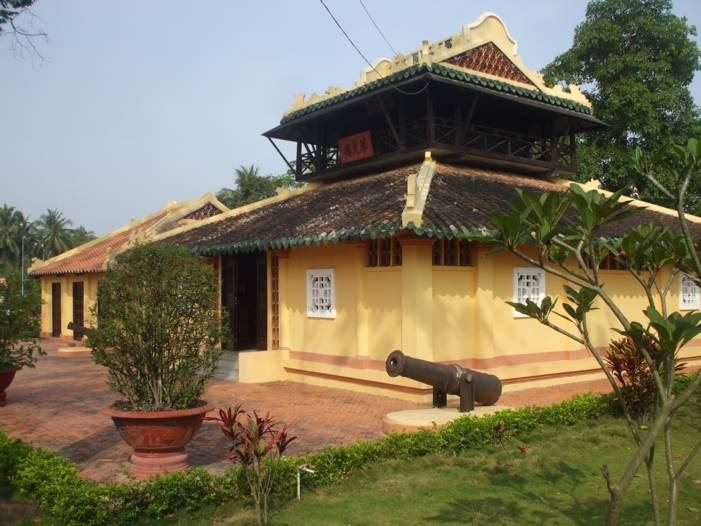
Tụy Văn lâu trong khuôn viên miếu

Văn Thánh miếu Vĩnh Long tọa lạc trên một sở đất rộng, cặp bên bờ sông Long Hồ thuộc làng Long Hồ, Tỉnh Long An, huyện Vĩnh Bình (nay thuộc phường 4, thành phố Vĩnh Long).
Người chủ xướng xây dựng công trình này là Kinh lược sứ Nam Kỳ Phan Thanh Giản và Đốc học Nguyễn Thông. Căn cứ văn bia do Phan Thanh Giản soạn, thì: 
Năm Kỷ Mùi, Tự Đức thứ 12 (1859), Gia Định, Biên Hòa, Định Tường nối nhau thất thủ, sĩ phu ba tỉnh tỵ địa qua bản tỉnh (ý nói Vĩnh Long) và các hạt An Giang, Hà Tiên. Lúc bấy giờ binh mã bận rộn, sĩ tử mang bút tòng quân, việc học bỏ bê. Năm Tự Đức thứ 15 (1862), đốc học Nguyễn Thông họp các thân hào nhân sĩ bàn việc ấy, chọn đất ở địa phận thôn Long Hồ, cách tỉnh thành hơn 2 dặm về hướng Đông Nam, phía trước sông dài, phía sau là gò cao, hai bên vườn tược...Tháng 11 năm Tự Đức thứ 17 (Giáp Tý [1864]) khởi công, tháng 9 năm nay hoàn thành (năm Bính Dần, 1866)
Tuy trên danh nghĩa là đề cao Nho giáo, nhưng thực chất đây là một tụ điểm hoạt động văn hóa đề cao các bậc tiền hiền và giáo dục lòng yêu nước. Thế nhưng chỉ có mấy tháng sau, quân Pháp lại đem chiến thuyền uy hiếp và chiếm thành Vĩnh Long lần thứ hai, Phan Thanh Giản tuẫn tiết, Nguyễn Thông tỵ địa ra Bình Thuận, Pháp lấy cớ thiếu gỗ xây dựng dinh tham biện (dinh tỉnh trưởng) có ý định phá bỏ Văn Thánh miếu. Lúc đó ông Bá hộ Trương Ngọc Lang (tức Bá hộ Nọn-người Minh Hương) được đồng bào đề cử đứng ra ngăn cản. Nhờ vậy công trình văn hóa này mới tồn tại đến hôm nay.

## Kiến trúc

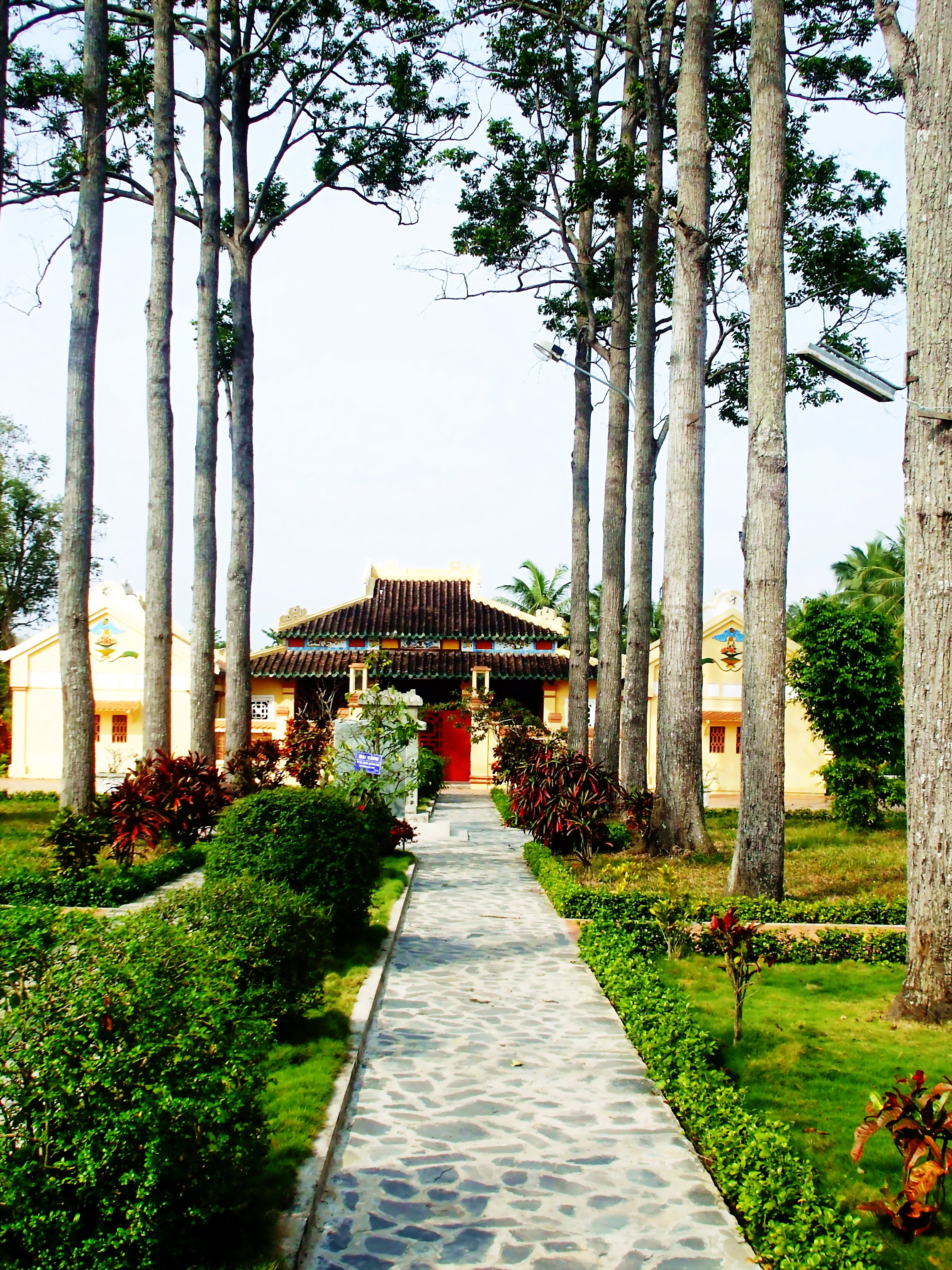
Đường thần đạo dẫn đến điện Đại Thành trong khuôn viên miếu

Cận bên đường Trần Phú là cổng tam quan xây theo lối cổ lâu có ba tầng mái. Cổng này đơn giản nhưng mỹ thuật. Sau cổng là thần đạo đi thẳng vào điện Đại Thành. Hai bên là hai hàng sao cao vút có cùng niên đại với ngôi Văn miếu, giữa thần đạo là ba tấm bia đá.
- Tấm bia số 1 với trước tác của Phan Thanh Giản trước khi tuẫn tiết (1866), dựng năm 1911.
- Tấm bia số 2 dựng để kỷ niệm Tống Hữu Định và giới trí thức trong cuộc trùng tu ngôi miếu lần 2 (1903).
- Tấm bia số 3 dựng năm 1931, với di chúc của Trương Thị Loan (con gái của Trương Ngọc Lang), người đã hiến đất cho miếu.

Hai tấm bia sau do Nguyễn Liên Phong (tác giả Nam Kỳ phong tục diễn ca) viết vào thập niên đầu của thế kỷ 20.
Cuối đường thần đạo là điện Đại Thành. Bên trong, nơi chính điện thờ Khổng Tử, hai bên (Tả ban, Hữu ban) thờ Tứ phối, Thập triết. Hai bên chính điện có hai gian nhà (Tả vu và Hữu vu) thờ Thất thập nhị hiền. Ngoài ra, trong khuôn viên Văn Thánh Miếu còn có hai ao nhỏ trồng sen (hồ Nhật Tinh, hồ Nguyệt Anh) và một công trình kiến trúc nhỏ là Tụy Văn lâu.

## Tụy Văn lâu
Tụy Văn lâu hay Văn Xương các là một công trình nhỏ nhưng đẹp nằm bên phải lối thần đạo.

### Lịch sử
Lúc xây Văn Thánh miếu Vĩnh Long, đại thần Phan Thanh Giản đã muốn xây thêm một thơ lầu ở đây. Nhưng vì quân Pháp đến đánh chiếm và ông Phan tử tiết, nên không thực hiện được. Năm 1869, Trương Ngọc Lang đứng ra quyên tiền để xây một cái lầu, theo ý định của cụ Phan.
Website của chính quyền tỉnh Vĩnh Long, viết:
Sau khi Phan Thanh Giản tuẫn tiết, các con của Phan Thanh Giản vào bưng biền kháng chiến chống giặc; những người Minh Hương, đứng đầu là bá hộ Trương Ngọc Lang đã lập sổ quyên tiền xây dựng một "Tân Đình" (1869) phía tả Văn Thánh miếu để thờ Phan Thanh Giản. Năm 1872, công trình này hoàn thành, Trương Ngọc Lang dựng bia đặt tên là Tụy Văn lâu (lầu nhóm họp giới văn nhân tài tử). Tụy Văn lâu được trùng tu năm 1914 và khoảng năm 1920–1923, được đổi tên là Văn Xương các (gác Văn Xương)... Lưu trữ ngày 21 tháng 1 năm 2010 tại Wayback Machine

### Kiến trúc
Tụy Văn lâu được xây với kết cấu nhà rường bao gồm 2 tầng. Tầng trên là nơi cất sách và thờ Văn Xương Đế Quân-vị tinh quân chủ quản việc thi cử học hành. 
Tầng dưới Văn Xương các mới là nơi quan trọng nhất, gian giữa là nơi văn nhân thi ngồi đàm đạo, phía sau là khám thờ.
Khám thờ này chạm trổ tinh vi, trong đặt hai bài vị, có câu đối ca tụng hai kẻ sĩ đứng đầu đất Gia Định là Võ Trường Toản và Phan Thanh Giản:
Hoàng phong "xử sĩ" thanh cao lão.
Tự hiệu "thư sinh" tiết liệt thần 
Đến khoảng năm 1933, Phan Thanh Giản được vua Bảo Đại nhà Nguyễn phong thần. Từ đó tại khám thờ này có thêm một hòm sắt và một bức chân dung Phan Thanh Giản rất sống động do họa sĩ Philippe Trần vẽ.Lịch sử Văn Thánh miếu Vĩnh Long (Phụ lục, tr. 7) cho biết thêm:
Từ khi xây dựng Văn Xương các năm 1915 do ông Diệp Công Sang và Hội Minh Hương Thiềng Đức (Vĩnh Long) dựng nên, Hội mới đem thần vị của Cụ Phan thờ tại đây, sau đó ông Nguyễn Thành Điểm (một nhà kinh doanh vận tải khoảng 1925-1940) đã hiến cho Hội một cái khám thờ chạm trổ khéo léo và sơn son thếp vàng. Trong khám an vị cụ Phan đến ngày nay...
Do vậy, tầng trên Văn Xương Các, bên hông hướng ra cổng chính một tấm bảng sơn vàng, đề chữ Việt: "Phan Thanh Giản thần miếu", còn mặt trước trên tấm biển cũ Tụy Văn Lâu có treo thêm tấm biển mới mang ba chữ Hán thếp vàng, tên gọi dồi dào thi hứng là Văn Xương các: 文昌閣
Văn Xương các có nghĩa là một tòa lầu gác thờ Văn Xương Đế quân, các vị thần trông nom về văn học, cũng như đền Ngọc Sơn, Hà Nội đã có thờ. Chúng ta có thể mừng rằng: Xây cất lại xong, lầu mang tên mới, nghe êm tai, được nhân dân yêu thích, rất nhiều nhà thơ cựu học, tân học chọn làm đề tài xướng họa lâu nay kể cũng hợp tình hợp lý...
Đến đây xin kết lại, nơi cổng chánh, trên cao có ba chữ Hán đại tự Văn Thánh miếu: 文聖廟, hai cột hai bên có đôi câu đối cũng chữ Hán, đấp nổi thể chân phương:
Khổng môn truyền đạo thiên ban thướng (孔門傳道千般上)
Thánh miếu sùng văn vạn đại tôn (聖廟崇文萬代尊)
Tạm dịch:
Cửa Khổng truyền đạo, ngàn lớp quý chuộng
Miếu Thánh trọng văn, muôn đời tôn sùng.
Kề bên Văn Xương các vẫn còn hai khẩu súng thần công, tương truyền là súng đã dùng để bảo vệ thành Vĩnh Long từ năm 1860.

## Thông tin thêm

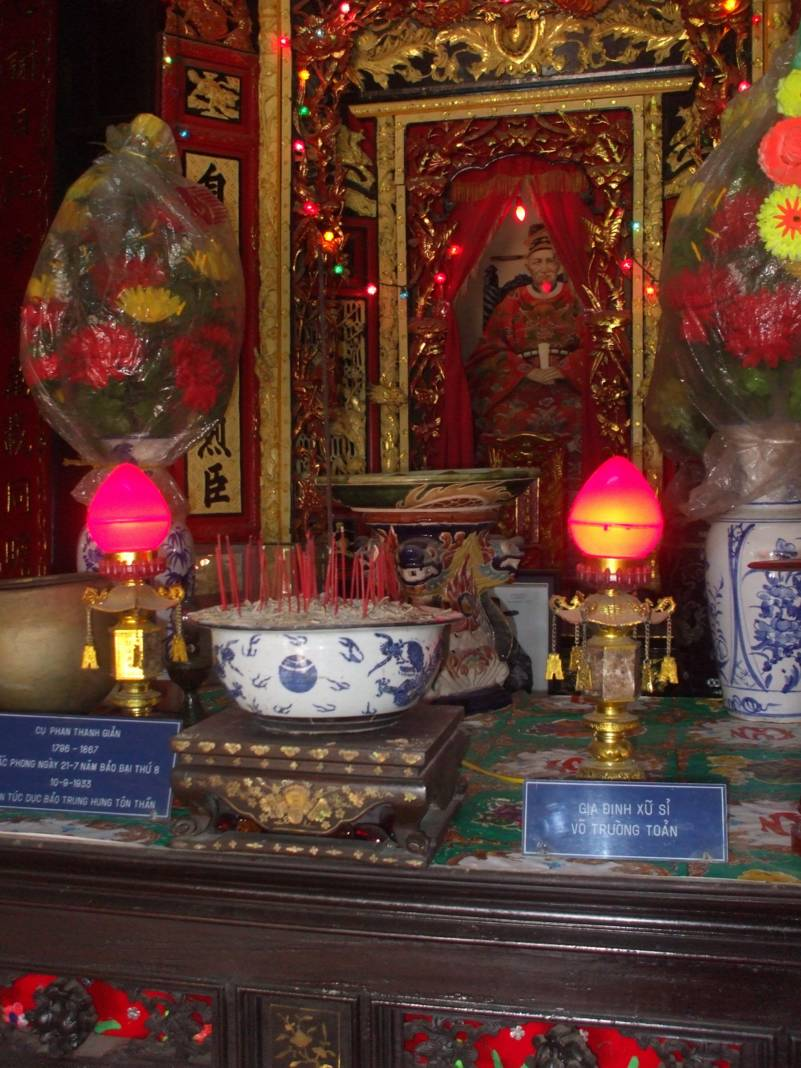
Nơi thờ Phan Thanh Giản và Võ Trường Toản trong Tụy Văn lâu

Đời vua Duy Tân, Thượng thư bộ Học Cao Xuân Dục có đến viếng Văn Thánh miếu và đã đề hai đôi liễn:
Xuân thu hà đẳng càn khôn, đạo tại ngũ kinh song nhật nguyệt;
Thù tứ biết thành võ trụ, đồ qua lục tỉnh nhất cung tường.
Nghĩa:
Đời Xuân Thu trời đất bậc nào, đạo ở năm kinh đôi nhật nguyệt;
Sông Thù, Tứ, cõi bờ riêng đó, đường qua sáu tỉnh một cung trường.
Nhà thơ Nhiêu Tâm (Đỗ Minh Giám), khi đến viếng cũng có thơ:
Bấy lâu đàn hạnh lạnh mùi hương,
Cám cảnh tổng làng ráng sửa đương.
Trên Thánh chín từng an điện bệ,
Dưới hiền bảy chục kính phong sương.
Xưa còn gió ngỏ lay cờ đế,
Nay hết nhện rường bủa lưới vương.
Sáu tỉnh xô bồ cơn giá bụi,
Vĩnh Long phong tục giữ như thường.
Văn Thánh miếu Vĩnh Long được Bộ Văn hóa - Thông tin công nhận là di tích lịch sử văn hóa cấp quốc gia ngày 25 tháng 3 năm 1991.